# Xylotrechus savioi
Xylotrechus savioi là một loài bọ cánh cứng trong họ Cerambycidae.